# شهرستان چونگلی
شهرستان چونگلی (به لاتین: Chongli District) یک منطقهٔ مسکونی در چین است که در جانگجیاکو واقع شده‌است.